# Ken Laszlo
Ken Laszlo właśc. Gianni Laszlo Coraini (ur. 18 lipca 1954 we Florencji) – włoski muzyk nurtu italo disco i euro disco.
Ken Laszlo ukończył akademię muzyczną. W wieku piętnastu lat zaczął występować jako muzyk w dyskotekach i klubach. Pierwsze single („Hey, Hey Guy”, „Tonight” i „Don't Cry”) rozeszły się w nakładzie miliona kopii. Utwory Kena Laszlo odniosły sukces w Europie, Azji i Wenezueli.

## Dyskografia
Albumy:
- Ken Laszlo (1987)
- Don't Cry (1991)
- Best Of Ken Laszlo (1991)
- The Hit Is Back (1994)
- Lo Mejor De Ken Laszlo (1994)
- The Best Of Ken Laszlo (1994)
- The Best Of Ken Laszlo (1997)
- Dr Ken & Mr Laszlo (1998)
- Ken Laszlo EP (1998)
- Album 2000 (2000)
- Golden Collection (2005; album wydany tylko w Rosji)
- The Future is Now (2007)
- Totally (2009)
- Hey Hey Guy (Greatest Hits & Rarities) (2014; album wydany tylko w Meksyku)
- Greatest Hits & Remixes (15 lutego 2015)

Single:
- „Hey Hey Guy” (1984)
- „Tonight” (1985)
- „Don't Cry” (1986)
- „1.2.3.4.5.6.7.8” (1987)
- „Glasses Man” (1987)
- „Red Man / Black Pearl” (1988)
- „Everybody Is Dancing” (1989)
- „Madame / Let Me Try” (1989)
- „Hey Hey Guy For Tonight” (1989)
- „Happy Song” (1991)
- „Sha La La” (1991)
- „Mary Ann” (1992)
- „Baby Call Me” (1992)
- „Everytime” (1994)
- „Megamix” (1994)
- „What A Lonely Night” (1995)
- „Video Killed The Radio Star” (1996)
- „Whatever Love” (1996)
- „When I Fall In Love” (1997)
- „Whatever Love” (1998)
- „Summer Nights” (1998)
- „Summer Nights / When I Fall In Love” (1998)
- „Love Things - Hey Hey Guy 2000” (1998)
- „Tonight 2000 - E-Mail Box” (1999)
- „Maybe A Lonely Night” (2000)
- „For A Day” (2000)
- „Club Classics 01” (2001)
- „One Small Day” (listopad 2001)
- „Inside My Music” (2003)
- „Hey Hey Guy” (2003)
- „Dancing Together” (18 marca 2009)
- „Monalisa” (30 stycznia 2013)
- „SOS” (1 września 2013)
- „Let's Dance” (19 października 2016)